# Conferência de Teerã
A Conferência de Teerã(pt-BR) ou Conferência de Teerão(pt-PT?) foi o primeiro dos acordos firmados entre as superpotências durante a Segunda Guerra Mundial. A ocasião reuniu pela primeira vez os três grandes estadistas do mundo da época: Josef Stalin, da União Soviética, Winston Churchill, do Reino Unido, e Franklin Delano Roosevelt, dos Estados Unidos. Esta conferência teve lugar em Teerã, entre 28 de Novembro e 1 de Dezembro de 1943.
Além de lançarem bases de definições de partilhas, decidiu-se que as forças anglo-americanas interviriam na França, completando o cerco de pressão à Alemanha, juntamente com as forças orientais soviéticas, o que concretizou-se com o desembarque dos Aliados na Normandia no Dia D. Deliberou-se ainda sobre a divisão da Alemanha e as fronteiras da Polônia ao terminar a guerra, além de se formularem propostas de paz com a colaboração de todas as nações. Os Estados Unidos e o Reino Unido reconheceram, ainda, a fronteira soviética no Ocidente, com a anexação da Estônia, da Letônia, da Lituânia e do Leste da Polônia.